# Flying Aces
Flying Aces in Ferrari World (Abu Dhabi,  Vereinigte Arabische Emirate) ist eine Stahlachterbahn vom Modell Wing Coaster des Herstellers Intamin, die am 24. Februar 2010 eröffnet wurde. Die Anlage belegt nach Formula Rossa im selben Park den zweiten Platz als höchste, längste und schnellste Achterbahn in den Vereinigten Arabischen Emiraten.
Die 1500 m lange Strecke erreicht eine Höhe von 63 m und zählt damit zur Kategorie der Hyper Coaster. Die Bahn verfügt über einen 52 m hohen Non-inverting Loop sowie über eine Heartline-Roll.

## Züge
Flying Aces besitzt Züge mit jeweils sieben Wagen. In jedem Wagen können vier Personen in einer Reihe Platz nehmen. Auch wenn die Modellbezeichnung Wing Coaster lautet, so zählt sie nicht zur Kategorie der Wing Coaster, da sich die Sitze der Bahn nicht neben den Schienen, sondern auf den Schienen befinden.